# نیروی هوایی یمن
نیروی هوایی یمن (به عربی: القوات الجویة الیمنیة) شاخه نیروی هوایی در نیروهای مسلح یمن است، که در سال ۱۹۹۰ تأسیس شده است. تعداد هواگردهای این نیرو را نمی‌توان به‌طور دقیق تأیید کرد اما احتمالاً توانایی عملیاتی این هواگردها کم است. هواگردهای نیروی هوایی از سوی کشورهای دیگر نزدیک به شوروی یا آمریکا در طول جنگ سرد اهدا شده‌اند. پیش‌بینی شده است که بیشتر تجهیزات نیروی هوایی در حملات هوایی انجام شده توسط «ائتلاف عربی» به رهبری عربستان سعودی و امارات متحده عربی در مداخله نظامی در یمن منهدم شده‌اند.

## تاریخچه

### آغاز پروازهای نظامی یمنی
پس از مواجهه با قدرت هوایی بریتانیا در جریان چندین درگیری در دهه ۱۹۲۰، امام یحیی، پادشاه یمن، به منظور تأمین هواپیما برای کشورش به دنبال حمایت ایتالیا بود. در ژانویه ۱۹۲۶، یک ایتالیایی مأمور شد تا شش هواپیما تحویل دهد که سه مورد اول در آوریل رسیدند. با این حال، مشخص شد که این هواپیماها در وضعیت نامناسبی هستند. پس از آنکه امام در این مورد به ایتالیایی‌ها شکایت کرد، آن‌ها موافقت کردند هواپیماهای بهتری در اختیار یمن قرار دهند. در اوت همان سال، یک هواپیما به یمن تحویل داده شد. در سال ۱۹۲۷، ۱۲ یمنی برای آموزش پرواز به ایتالیا اعزام شدند و با کمک تیمی ایتالیایی، یک مدرسه پرواز نیز در یمن تأسیس شد. همان سال، یک یونکرس آ ۳۵ و یک یونکرس اف ۱۳ خریداری شدند. هواپیمای آ ۳۵ کمتر از دو ماه پس از تحویل سقوط کرد و هر سه سرنشین آن کشته شدند. این حادثه، همراه با مشکلات زبانی و از سرگیری درگیری‌ها با بریتانیا، باعث شد امام یحیی تلاش‌ها برای ایجاد یک نیروی هوایی را متوقف کند.
این وضعیت در اواخر دهه ۱۹۴۰ تغییر کرد، زمانی که چندین هواپیما از منابع مختلف خریداری شدند: یک یونکرس یو ۳/۵۲ام از لبنان، یک نوردوین نورسمن از مصر، و دو داگلاس سی-۴۷ از ایتالیا خریداری شد. همچنین دو تی-۶ تگزان در سال ۱۹۵۵ توسط عربستان سعودی اهدا شد. در سال ۱۹۵۷، یک قرارداد عمده تسلیحاتی با چکسلواکی امضا شد که شامل ۲۴ هواپیمای آویا ب-۳۳ هواپیمای تهاجمی بود. با این حال، به دلیل کمبود تجهیزات پشتیبانی و قطعات یدکی، هیچ‌یک از این هواپیماها هرگز در یمن به پرواز درنیامدند. در همین دوره، شوروی چهار میل می-۴، دو میل می-۱ و یک هواپیمای ترابری ایلیوشین ایل-۱۴ برای یمن تأمین کرد. همچنین یک کالج هوانوردی ایجاد شد که مجهز به ۱۰ هواپیمای ساخت چکسلواکی از مدل زلین ز-۱۲۶ بود که همراه با ب-۳۳ها سفارش داده شده بودند.

### پیدایش نیروی هوایی یمن شمالی و جنوبی
نیروی هوایی جمهوری عربی یمن (YARAF) به‌طور رسمی در ۲۰ نوامبر ۱۹۶۷ تأسیس شد. در این ماه، شوروی ۹ هواپیمای میگ-۱۷ و یک هواپیمای آموزشی میگ-۱۵ یوتی‌آی، به همراه چهار ایلیوشین ایل-۲۸ و سه آنتونوف آن-۲ تحویل داد. همراه با چهار میگ-۱۷ اف، دو ایل-۲۸، دو ایل-۱۴ و تعدادی یاکولف یاک-۱۱ که توسط مصری‌ها هنگام عقب‌نشینی اهدا شده بودند و همچنین باقی‌مانده زلین ز-۱۲۶ها، این هواپیماها ناوگان کامل نیروی هوایی تازه‌تأسیس در اواخر سال ۱۹۶۷ را تشکیل دادند. نیروی هوایی جمهوری عربی یمن بلافاصله در مبارزه با قبایل سلطنت‌طلب درگیر شد، به‌ویژه در طول محاصره صنعا. برخی از این هواپیماها توسط خلبانان شوروی و سوری هدایت می‌شدند. در حالی که میگ-۱۷ها، یاک-۱۱ها و ایل-۲۸ها به نیروهای سلطنت‌طلب حمله می‌کردند، ایل-۱۴ها تدارکات را به صنعا منتقل و مجروحان را از پایتخت محاصره‌شده تخلیه می‌کردند. طی ۷۰ روز محاصره، دو میگ-۱۷ و خلبانان آن‌ها، همچنین یک یاک-۱۱ که توسط یک خلبان شوروی هدایت می‌شد، نابود شدند. پنج خدمه هوایی دیگر نیز در جریان محاصره کشته شدند که جزئیات آن مشخص نیست.
در همین حال، در آنچه بعدها به یمن جنوبی تبدیل شد، بریتانیایی‌ها شروع به تشکیل یک نیروی هوایی ابتدایی کردند. این نیرو که نیروی هوایی عربستان جنوبی نام داشت (به‌عنوان یک سپاه هوایی تحت حمایت فدراسیون عربستان جنوبی و تحت حفاظت بریتانیا)، این نیرو تا دسامبر ۱۹۶۷ شامل شش فروند دی هاویلند کانادا دی‌اچ‌سی-۲ بیور، هشت فروند بی‌ای‌سی جت پرووست مدل ۵۲ای، شش فروند بل ۴۷جی و چهار فروند داگلاس سی-۴۷ بود. بعدها چهار فروند بی‌ای‌سی استرایک‌مستر مدل ۸۱ در سال ۱۹۷۰ به این نیرو تحویل داده شد. با استقلال فدراسیون عربستان جنوبی در ۳۰ نوامبر ۱۹۶۷، این کشور فوراً به جمهوری خلق یمن تغییر نام داد. یک روز بعد، نیروی هوایی کشور جدید به‌طور رسمی تأسیس شد و نیروی هوایی جمهوری خلق یمن (PRYAF) نام گرفت. علائم ملی روی هواپیماها نیز تغییر یافت؛ نشان‌های گرد و پرچم‌های دم که از رنگ‌های پرچم فدراسیون عربستان جنوبی استفاده می‌کردند، با یک مثلث آبی روشن با حاشیه تیره و یک ستاره قرمز در مرکز، و پرچم سه‌رنگ جدید ملی که یک مثلث آبی با یک ستاره قرمز داشت، جایگزین شدند.
در سال ۱۹۶۸، مشاوران شوروی برای کمک به توسعه نیروی هوایی وارد کشور شدند. نخستین ۱۰ فروند میگ-۱۷اف در ژانویه ۱۹۶۹ تحویل داده شد و در سال ۱۹۷۰ با هشت فروند دیگر تقویت شد. این هواپیماها توسط اسکادران شماره ۵ استفاده می‌شدند. در ۱ دسامبر همان سال، کشور به جمهوری دموکراتیک خلق یمن تغییر نام داد و نام نیروی هوایی نیز مطابق با آن تغییر کرد. در این دوره، نشان مثلثی با یک نشان دایره‌ای جایگزین شد که شامل سه رنگ پرچم ملی بود و در ربع بالایی یک شِور آبی آسمانی با یک ستاره قرمز در وسط قرار داشت. تا سال ۱۹۷۲، جمهوری دموکراتیک خلق یمن هشت فروند میل می-۸، چهار فروند کاموف کا-۲۶، چهار فروند ایلیوشین ایل-۲۸ و هشت فروند هواپیمای ترابری آنتونوف آن-۲۴ و آنتونوف آن-۲۶ از شوروی دریافت کرده بود.

### توسعه و جنگ‌های بین دو یمن
نیروی هوایی جمهوری دموکراتیک خلق یمن در جنگ کوتاه یمن در ۱۹۷۲ شرکت کرد و با اجرای مأموریت‌های ترابری در حمایت از یگان‌های زمینی و حملات هوایی با استفاده از جنگنده‌های میگ-۱۷ ایفای نقش کرد. یکی از این هواپیماها توسط نیروهای یمن شمالی سرنگون شد و خلبان آن کشته شد. مشخص نیست که نیروی هوایی یمن شمالی در این درگیری شرکت کرده باشد، هرچند این کشور پنج فروند میگ-۱۷ و چهار فروند ایلیوشین ایل-۲۸ از مصر دریافت کرده بود که توسط خلبانان مصری در اواسط جنگ هدایت می‌شدند. با این حال، به این خلبانان اجازه داده نشد هیچ مأموریت رزمی علیه نیروهای یمن جنوبی انجام دهند.
کمی پس از پایان درگیری، نیروی هوایی جمهوری دموکراتیک خلق یمن شروع به دریافت نخستین میگ-۲۱ام‌اف‌ها کرد. تا سال ۱۹۷۴، بیش از ۴۰ فروند از این هواپیماها تحویل داده شده بود. آموزش خلبانان بر روی این هواپیماهای جدید توسط گروهی از مشاوران کوبایی انجام شد. حدود سال ۱۹۷۶، دوازده فروند سوخو سو-۲۲ برای جایگزینی بمب‌افکن‌های ایل-۲۸ تحویل داده شد. در چارچوب مداخله یمن جنوبی در جنگ اوگادن، نیروی هوایی جمهوری دموکراتیک خلق یمن در سال ۱۹۷۷ تعداد ۱۲ فروند میگ-۱۷اف و دو فروند میگ-۱۵ یوتی‌آی به همراه خلبانان و پرسنل زمینی به اتیوپی اعزام کرد. یک گروه دیگر نیز در اوایل ژانویه ۱۹۷۸ اعزام شدند که شامل تعدادی از خلبانان میگ-۲۱ بود؛ یکی از این خلبانان زمانی که هواپیمای او مورد هدف قرار گرفت، کشته شد. میگ-۱۵ها و میگ-۱۷ها هرگز به یمن جنوبی بازگردانده نشدند و بیشتر خلبانان آن‌ها به سو-۲۲ها منتقل شدند.
در فوریه ۱۹۷۹، جنگ جدیدی بین دو یمن آغاز شد. این جنگ با درگیری‌هایی بین نیروهای هوایی هر دو کشور آغاز شد: در ۲۵ فوریه، یک فروند میگ-۱۷ نیروی هوایی جمهوری عربی یمن (YARAF) توسط یک ۹کا۳۲ استرلا-۲ مانپد آسیب دید. در ۲۸ فوریه، نیروهای جنوبی حمله‌ای به یمن شمالی آغاز کردند و نیروی هوایی آن‌ها فرودگاه تعز را بمباران کرد و مدعی شد تا شش هواپیما را نابود کرده است. سپس پدافند هوایی شمال تقویت شد و دو فروند سوخو-۲۲ نیروی هوایی جمهوری دموکراتیک خلق یمن (PDRYAF) را سرنگون کرد. در پاسخ، حملاتی علیه مواضع اصلی پدافند هوایی یمن شمالی آغاز شد و اکثر این مواضع تخریب شدند. علاوه بر این، سه فروند میگ-۱۷ نیروی هوایی جمهوری عربی یمن توسط میگ-۲۱های نیروی هوایی جمهوری دموکراتیک خلق یمن سرنگون شدند. در پایان جنگ، ناوگان هواپیماهای جنگی نیروی هوایی جمهوری عربی یمن تقریباً به‌طور کامل نابود شده بود.
پس از شکست جمهوری عربی یمن، عربستان سعودی و ایالات متحده یک قرارداد تسلیحاتی به ارزش ۳۹۰ میلیون دلار ترتیب دادند که در آن عربستان سعودی هزینه تأمین سخت‌افزارهای نظامی را تأمین کرده و برخی از تسلیحات مازاد خود را به نیروی هوایی جمهوری عربی یمن منتقل می‌کرد. ایالات متحده جنگنده‌های اف-۵ای و دو فروند هواپیمای ترابری سی-۱۳۰اچ هرکولس را تحویل داد، درحالی‌که عربستان سعودی چهار فروند اف-۵بی خود را به نیروی هوایی جمهوری عربی یمن منتقل کرد. کمک مالی عربستان سعودی به رئیس‌جمهور یمن شمالی، علی عبدالله صالح، امکان داد تا سلاح‌های جدیدی از اتحاد جماهیر شوروی سفارش دهد. این تسلیحات شامل ۶۰ فروند میگ-۲۱بیس، ۱۴ فروند سوخو سو-۲۲ام، ۱۸ فروند میل می-۸، سه فروند آنتونوف آن-۲۴ و سه فروند آنتونوف آن-۲۶ بود. مشاوران شوروی همچنین به تعمیر برخی از میگ-۱۵ها، میگ-۱۷ها و ایلیوشین ایل-۲۸های باقی‌مانده کمک کردند. این گسترش سریع نیروی هوایی جمهوری عربی یمن نیاز به مشاوران خارجی برای حمایت از عملیات‌های آن را افزایش داد: درحالی‌که افسران شوروی به این نیروی هوایی کمک می‌کردند، خلبانان و خدمه زمینی تایوانی اکثریت پرسنل اسکادران اف-۵ را تا سال ۱۹۸۵ تشکیل می‌دادند و آن‌ها تنها در سال ۱۹۹۱، پس از اتحاد، کشور را ترک کردند. علاوه بر این، نرخ از دست دادن هواپیما به دلیل بی‌تجربگی خدمه بالا بود.
در همین حال، نیروی هوایی جمهوری دموکراتیک خلق یمن نیز تجهیزاتی دریافت می‌کرد: شش فروند میگ-۲۱ اضافی اندکی پس از جنگ ۱۹۷۹ تحویل داده شدند، درحالی‌که ۴۰ فروند سوخو سو-۲۲ام، سو-۲۲ام۳ و سو-۲۲یوام۳کا تا سال ۱۹۸۶ تحویل داده شدند. همچنین ۱۶ فروند میل می-۲۴ای دست‌دوم در سال‌های ۱۹۸۵–۱۹۸۶ تحویل داده شد. برای نیروی هوایی جنوب، نیمه اول دهه ۱۹۸۰ صرف آموزش و تمرینات مشترک فشرده شد تا آمادگی نیروهای مسلح برای یک جنگ جدید احتمالی با نیروی هوایی جمهوری عربی یمن افزایش یابد. این دوره در ژانویه ۱۹۸۶ با یک کودتا و جنگ داخلی ۱۱ روزه که در یمن به‌طور محلی به جنگ داخلی یمن جنوبی معروف است، به‌طور ناگهانی پایان یافت. این جنگ داخلی کوتاه منجر به تخریب حدود ۷۵٪ نیروی هوایی شد، درحالی‌که ده‌ها هزار نفر، از جمله تا ۴۰ خلبان نیروی هوایی جمهوری دموکراتیک خلق یمن، به شمال فرار کردند. اگرچه اتحاد جماهیر شوروی در ادامه میگ-۲۱بیس، میل می-۲۵، و تعدادی بین ۱۲ تا ۱۴ فروند سوخو سو-۲۲ام-۴کا اضافی تحویل داد اما بازسازی ارتش یمن جنوبی تا سطح پیش از ۱۹۸۶ غیرممکن بود.

### اتحاد و جنگ داخلی
در ۲۲ مه ۱۹۹۰، یمن شمالی و جنوبی به‌طور رسمی متحد شدند. قرار بود نیروهای نظامی دو کشور به‌تدریج ادغام شوند، اما این فرایند مطابق برنامه پیش نرفت. در واقع، تنش‌ها افزایش یافت و در نهایت به جنگ داخلی یمن در سال ۱۹۹۴ انجامید.
با وجود اینکه نیروی هوایی جمهوری دموکراتیک خلق یمن به‌طور قابل‌توجهی در اثر جنگ داخلی ۱۹۸۶ تضعیف شده بود، فرماندهان آن همچنان این نیرو را برتر از نیروی هوایی شمال ارزیابی می‌کردند و انتظار داشتند که برتری هوایی را به‌دست‌آورد. صبح روز ۴ مه، حدود ۴۰ فروند میگ-۲۱ و سوخو-۲۲ برای حمله به چندین هدف در شمال، از جمله کاخ ریاست‌جمهوری در صنعا و چند پایگاه هوایی نیروی هوایی جمهوری عربی یمن اعزام شدند. اگرچه این حملات خسارات قابل‌توجهی وارد کرد و نیروی هوایی جمهوری عربی یمن واکنشی نشان نداد، نتایج همچنان کمتر از حد انتظار بود. با این حال، نیروی هوایی جمهوری دموکراتیک خلق یمن تلاش‌های خود را ادامه داد و واحدهای سوخو-۲۲ آن چندین مأموریت بمباران دوربرد دیگر را در طول جنگ انجام دادند و به نتایج قابل‌توجهی دست یافتند. در همین حال، نیروی هوایی جمهوری عربی یمن نیز از سوخو-۲۲ها و میگ-۲۱های خود علیه اهدافی در جنوب استفاده می‌کرد. جنگنده‌های نورثروپ اف-۵ نیروی هوایی جمهوری عربی یمن نیز در نبردهای هوایی به کار گرفته شدند و چندین پیروزی کسب کردند. این جنگنده‌ها به شمالی‌ها اجازه دادند که برتری هوایی موضعی در بخش‌های حیاتی خطوط مقدم را به‌دست آورند. از آنجا که هر دو نیروی هوایی از انواع مشابهی از هواپیما استفاده می‌کردند، حوادث آتش خودی بسیار رایج بود.
با ادامه جنگ، پیشروی‌های شمالی‌ها و خسارات واردشده، بر نیروی هوایی جمهوری دموکراتیک خلق یمن تأثیر زیادی گذاشت. با وجود اینکه خلبانان جنوبی اغلب سه یا چهار مأموریت در روز انجام می‌دادند، وضعیت کلی جنوبی‌ها رو به وخامت بود. در این شرایط، نیروی هوایی جمهوری دموکراتیک خلق یمن جنگنده میگ-۲۹ را به خدمت گرفت. این هواپیماها که به‌صورت دست‌دوم از مولداوی خریداری شده بودند، توسط مزدوران اروپای شرقی هدایت می‌شدند و اولین استفاده رزمی آن‌ها در ۲۹ ژوئن صورت گرفت. با اینکه میگ-۲۹ها مدرن‌ترین هواپیماهای جنگی موجود در یمن بودند، آن‌ها نتوانستند برتری در نبردهای هوایی برای نیروی هوایی جمهوری دموکراتیک خلق یمن ایجاد کنند، زیرا خلبانان آن‌ها آموزش کافی در نبرد هوایی ندیده بودند. در واقع، تنها رویداد گزارش‌شده از درگیری هوایی میگ-۲۹ شامل مواجهه یک میگ با دو فروند اف ۵ در ۲۹ ژوئن بود. هیچ‌یک از طرفین شلیک نکردند و هر سه هواپیما به سلامت بازگشتند. روز بعد، رئیس‌جمهور یمن جنوبی، علی سالم البیض، به خارج از کشور گریخت و هزاران نفر از جنوبی‌ها نیز او را دنبال کردند. ده‌ها نفر از اعضای نیروی هوایی جمهوری دموکراتیک خلق یمن به جیبوتی، عمان و حتی امارات متحده عربی با هواپیماهای خود فرار کردند، در حالی که دیگران تا آخرین لحظه جنگیدند. جنگ در ۷ ژوئیه پایان یافت.

### نیروی هوایی متحد یمن
اگرچه نیروی هوایی متحد یمن هواپیماهای باقی‌مانده از نیروی هوایی سابق یمن جنوبی، از جمله حدود یک دوجین میگ-۲۱، سوخو-۲۲، چند فروند میگ-۲۹، و بالگردهای می-۸، می-۱۷ و می-۱۴ را به خدمت گرفت، اما تقریباً به‌طور کامل از نیروی هوایی سابق یمن شمالی تشکیل شده بود. هواپیماهای جنگی آن در پایگاه‌های هوایی شمال کشور متمرکز شدند و ساختار نیروی هوایی جمهوری عربی یمن را حفظ کردند. در سال‌های ۱۹۹۵ تا ۱۹۹۶، دو فروند میگ-۲۹ اضافی از قزاقستان خریداری شد. در سال ۱۹۹۶، باقی‌مانده سوخو-۲۲ها و سوخو-۲۲ام‌ها بازنشسته شدند و چهار فروند سوخو-۱۷ام۴ از اوکراین خریداری شد. بیشتر هواپیماهای سوخو-۲۲ مدرن‌تر، در فرایند تعمیرات اساسی قرار گرفتند که تا دهه ۲۰۰۰ ادامه یافت. در سال ۱۹۹۹، ۱۲ فروند ال-۳۹سی و ۱۲ فروند زلین زد-۲۴۲ از جمهوری چک خریداری شدند و ۱۲ فروند ال-۳۹سی دیگر نیز در سال ۲۰۰۵ از اوکراین تهیه شد.
اگرچه ظاهر شدن میگ-۲۹ها در یمن در سال ۱۹۹۴ تأثیر زیادی بر جنگ هوایی نگذاشت، اما این نوع هواپیما تأثیر قابل‌توجهی بر دولت علی عبدالله صالح گذاشت. در نتیجه، در مارس ۲۰۰۰ مذاکراتی با روسیه برای خرید ۲۴ فروند از این هواپیما آغاز شد. یک سال بعد، قراردادی برای تحویل ۱۴ فروند تک‌سرنشین و یک فروند میگ-۲۹یوبی امضا شد. این هواپیماها، همراه با هواپیماهایی که از کشورهای دیگر به دست آمدند، به استاندارد میگ-۲۹اس‌ام ارتقا داده شدند. تحویل‌ها از سال ۲۰۰۲ آغاز شد و تا ۲۰۰۷ ادامه یافت. در آن زمان، ناوگان میگ-۲۹ یمنی به حداکثر قدرت خود، با مجموع حدود ۳۶ فروند، رسید. این هواپیماها پیشرفته‌ترین هواپیماهای جنگی ناوگان یمنی بودند و به موشک‌های هوابه‌هوا ویمپل آر-۷۳ و موشک‌های هوابه‌سطح خا ۲۹تی و خا ۳۱پی مجهز شدند.

### جنگ در صعده
نیروی هوایی یمن به‌طور گسترده علیه شورش حوثی‌ها در یمن استفاده شد. این نیرو در تخریب مواضع و ساختمان‌های دشمن بسیار مؤثر عمل کرد و اکثر تلفات دشمن ناشی از حملات هوایی بود. چند حادثه نیز رخ داد، از جمله حادثه‌ای که در آن یک هواپیمای جنگی به‌طور تصادفی موشکی شلیک کرد و بیش از ۸۰ غیرنظامی را کشت. در جریان عملیات زمین سوخته در ۲ و ۵ اکتبر و ۸ نوامبر ۲۰۰۹، سه جنگنده که شامل میگ-۲۱ و دو فروند سوخو-۲۲ می‌شدند نیز در مأموریت‌های نظامی سقوط کردند. دولت ادعا کرد که این سقوط‌ها به دلیل نقص فنی بوده است، در حالی که شورشیان ادعا کردند که این هواپیماها را با سیستم‌های ضدهوایی قابل حمل (MANPADS) ساقط کرده‌اند. در سال ۲۰۰۶، هواپیماهای اف ۵، میگ-۲۱ و سوخو-۲۲ بارها مواضع حوثی‌ها در سراسر صعده را بمباران کردند.

### جنگ علیه تروریسم
در چارچوب سرکوب القاعده در یمن، نیروی هوایی یمن حملات هوایی را به پایگاه‌های تروریستی در سراسر یمن آغاز کرد تا رهبران مهم تروریست را از بین ببرد. این حملات با آتش ضدهوایی مواجه شد. پس از آنکه علی عبدالله صالح حمایت خود را از جورج بوش در جنگ علیه تروریسم اعلام کرد، آمریکا به یمن کمک‌های نظامی ارائه داد که شامل کمک به نیروی هوایی یمن نیز می‌شد. آمریکا با آموزش، تأمین مالی و تأمین مهمات به نیروی هوایی یمن کمک کرد. همچنین، به آن‌ها هواپیما و بالگردهایی از جمله دو هواپیمای سبک ترابری سسنا ۲۰۸، دو فروند هواپیمای ترابری سی-۱۳۰ هرکولس، ۱۴ فروند جنگنده اف-۵ای، یک فروند هواپیمای ترابری متوسط کاسا سی‌ان. ۲۹۵، یک فروند بیچ‌کرفت سوپر کینگ ایر، سه فروند بالگرد بل ۲۰۶، شش فروند بالگرد بل ۲۱۲، سه فروند بالگرد بل ۲۱۴ و چهار فروند بالگرد یواچ-۱اچ را ارائه داد. نیروی هوایی یمن از این کمک‌های آمریکا بهره زیادی برد و آمریکا به آن‌ها آموزش‌هایی برای پشتیبانی هوایی نزدیک برای نیروهای ویژه یمنی که علیه القاعده می‌جنگیدند ارائه کرد.

### خیزش یمن در سال ۲۰۱۱
نیروی هوایی یمن در جریان خیزش یمن (۲۰۱۱) علیه نیروهای مخالف دولت صالح حملات هوایی انجام داد. در ۲۸ سپتامبر ۲۰۱۱، یک فروند سوخو-۲۲ در حین مأموریت بمباران در شمال صنعا توسط نیروهای شورشی با استفاده از ضدهوایی قابل حمل (MANPADS) سرنگون شد. خلبان به بیرون پرید و دستگیر شد.
در ۳۰ اکتبر، پایگاه هوایی الدیلمی که ساختارهای آن با فرودگاه بین‌المللی صنعا مشترک بود، توسط نیروهای مخالف مورد حمله قرار گرفت. منابع رسمی مختلف گزارش دادند که دو یا سه جنگنده روی زمین یا با خمپاره یا با مواد منفجره کاشته‌شده، نابود شده‌اند. هواپیماها با مهمات بارگیری شده و برای حملات روز بعد آماده بودند. در میان هواپیماهای تخریب‌شده، حداقل یک فروند میگ-۲۹ گزارش شد.

### مداخله به رهبری عربستان در یمن (۲۰۱۵–تاکنون)
در ۱۹ مارس ۲۰۱۵، اولین حمله هوایی علیه رئیس‌جمهور به‌رسمیت‌شناخته‌شده بین‌المللی یمن، عبد ربه منصور هادی، نشان داد که حداقل برخی از عناصر نیروی هوایی یمن به حمایت از شورشیان حوثی تغییر موضع داده‌اند.
در ۲۵ مارس ۲۰۱۵، دو هواپیمای نیروی هوایی یمن، احتمالاً سوخو-۲۲، از پایگاه هوایی الدیلمی در صنعا، که تحت کنترل حوثی‌ها بود، به پرواز درآمدند تا به اقامتگاه رئیس‌جمهور یمن در منطقه المعاشیق عدن حمله کنند. این سومین بار در یک هفته بود که عناصر نیروی هوایی علیه دولت به‌رسمیت‌شناخته‌شده بین‌المللی عمل کردند. حوثی‌ها دو فروند سوخو-۲۲ را برای بمباران مجتمع ریاست‌جمهوری در عدن اعزام کردند، در حالی که یک فروند میگ-۲۹ نقش پشتیبانی هوایی ایفا می‌کرد. هنگامی که سوخوها اولین دور بمباران خود را انجام دادند، نیروهای وفادار به هادی با آتش زمینی شدید واکنش نشان دادند، اما موفق به سرنگونی هیچ‌یک از هواپیماها نشدند. در جریان این حمله، تعدادی از جنگنده‌های میگ-۲۹ طرفدار هادی از پایگاه هوایی ال‌عناد برای محافظت از مجتمع ریاست‌جمهوری در برابر جنگنده‌های تحت کنترل حوثی‌ها به پرواز درآمدند.
در روزهای ابتدایی مداخله ائتلاف به رهبری عربستان در یمن، نیروی هوایی عربستان حملات هوایی را به پایگاه هوایی الدیلمی یمن در کنار فرودگاه بین‌المللی صعده انجام داد و یک هواپیمای شناسایی بیچ‌کرفت کینگ ایر ۳۵۰ای‌آر، یک هواپیمای ترابری سی‌ان-۲۳۵ و دو بالگرد بل ۲۱۴ هیوئی را منهدم کرد.
نیروی هوایی یمن به‌طور کامل به شورشیان حوثی نپیوست، زیرا بیشتر پرسنل از پذیرش دستورها دشمن سابق خود خودداری کردند. همچنین، نگهداری هواپیماها پس از برکناری رژیم صالح در سال ۲۰۱۲ تا حد زیادی متوقف شد. بنابراین، در آغاز سال ۲۰۱۵، وضعیت نیروی هوایی آشفته به نظر می‌رسید، به‌طوری‌که بیشتر پرسنل ترک خدمت کرده و نگهداری هواپیماها متوقف شده بود. این عوامل عملاً مانع از ورود نیروی هوایی یمن به جنگ شدند و آن‌ها را در طول مداخله ائتلاف به رهبری عربستان زمین‌گیر کردند.
در روزهای بعد، حملات ائتلاف به هدف قرار دادن ساختارها و هواپیماها شدت بیشتری یافت.
در ۱۵ آوریل ۲۰۱۵، گزارشی از عربستان نشان داد که نیروهای ائتلاف عربی دو فروند سوخو-۲۲ و یک جنگنده اف-۵ را در حالی که روی باند فرودگاه مستقر بودند، منهدم کردند. جنگنده اف-۵ با یک تور پوشیده شده بود، در حالی که سوخو-۲۲ها در فضای باز پارک شده بودند. تصویری دیگر که بقایای دو فروند سوخو-۲۲ و یک جنگنده اف-۵ را نشان می‌دهد، در ۳۰ آوریل ۲۰۱۵ منتشر شد.
در ۴ مه ۲۰۱۵، شواهدی از سوختن یک فروند هواپیمای ایلیوشین یمنی در فرودگاه بین‌المللی صنعا منتشر شد.
سرنوشت ۱۰ فروند جنگنده میگ-۲۹ یمنی نامشخص باقی ماند و ارزیابی تعداد هواپیماهای دیگر که منهدم شده‌اند دشوار است. تا سال ۲۰۱۷، نیروی هوایی یمن پس از سال‌ها جنگ و بمباران ائتلاف به رهبری عربستان، به حالت غیرعملیاتی و ناکارآمد درآمد. پس از بازپس‌گیری پایگاه هوایی ال‌عناد توسط نیروهای دولتی، نیروی هوایی یمن بازسازی شد و تحت آموزش امارات متحده عربی قرار گرفت. آن‌ها پشتیبانی هوایی نزدیک ارائه می‌دهند.
حوثی‌ها از پهپادهایی استفاده می‌کنند که گفته می‌شود توسط ایران تحویل داده شده‌اند.

## تجهیزات
| هواگرد          | سازنده                      | نوع                      | مدل        | عملیاتی | یادداشت                        |        |
| جنگنده          | جنگنده                      | جنگنده                   | جنگنده     | جنگنده  | جنگنده                         | جنگنده |
| --------------- | --------------------------- | ------------------------ | ---------- | ------- | ------------------------------ | ------ |
| میگ-۲۱          | اتحاد جماهیر شوروی          | جنگنده                   |            | ۱۹      |                                |        |
| میگ-۲۹          | روسیه                       | چندمنظوره                |            | ۲۳      |                                |        |
| سوخو-۲۲         | اتحاد جماهیر شوروی          | جنگنده / بمب‌افکن         |            | ۲۳      | ۳ فروند در مه ۲۰۱۵ از دست رفت. |        |
| نورثروپ اف-۵    | ایالات متحده آمریکا         | جنگنده                   | اف-۵ئی/اف  | ۱۱      |                                |        |
| شناسایی         |                             |                          |            |         |                                |        |
| سسنا ۲۰۸        | ایالات متحده آمریکا         | شناسایی                  |            | ۲       |                                |        |
| ترابری          |                             |                          |            |         |                                |        |
| آنتونوف ای‌ان-۲۶ | اتحاد جماهیر شوروی/ اوکراین | ترابری                   |            | ۸       |                                |        |
| بالگرد          |                             |                          |            |         |                                |        |
| بل ۲۰۶          | ایالات متحده آمریکا         | آموزشی                   |            | ۱       |                                |        |
| بل ۲۱۲          | ایالات متحده آمریکا         | utility / ترابری         |            | ۴       |                                |        |
| بل یواچ-۱       | ایالات متحده آمریکا         | utility                  | یواچ-۱اچ   | ۴       |                                |        |
| میل-۱۷          | روسیه                       | utility                  | میل-۱۷/۱۷۱ | ۳۴      |                                |        |
| میل-۱۴          | روسیه                       | جنگ ضدسطح / امداد و نجات |            | ۲       |                                |        |
| میل-۲۴          | روسیه                       | تهاجمی                   | میل-۲۴/۳۵  | ۱۴      |                                |        |
| کاموف-۲۷        | روسیه                       | utility                  | کاموف-۳۲   | ۲       |                                |        |
| هواگرد آموزشی   |                             |                          |            |         |                                |        |
| آئرو ال-۳۹      | جمهوری چک                   | جت آموزشی                |            | ۲۸      |                                |        |
| نورثروپ اف-۵    | ایالات متحده آمریکا         | تغییریافته برای آموزش    | اف-۵اف     | ۲       |                                |        |